# Паккала, Теуво
Теуво Паккала (фин. Teuvo Pakkala, первоначальное имя Теодор Оскар Фростерус, швед. Teodor Oskar Frosterus, публиковался также под псевдонимом Таустан Кале, фин. Taustan Kale; 19 апреля 1862, Оулу, Великое княжество Финляндское — 7 мая 1925, Куопио, Финляндия) — финский прозаик-реалист и драматург.

## Биография
Отец Теуво Паккала Эрик Фростерус был профессиональным ювелиром. Мать Анна София Турдин была родом из семьи плотника. Дед Паккалы по отцовской линии, напротив, был знаменитым судовладельцем.
В детстве писатель прошел суровую школу нищеты, поскольку его отец страдал алкоголизмом и не мог в полной мере обеспечить семью. Мать с пятью детьми была вынуждена жить в тесной лачуге и нести ответственность за жизнь и здоровье своих малышей.
Всё резко изменилось, когда отец бросил пить и даже начал пропагандировать здоровый образ жизни среди жителей городской окраины. Вскоре он достиг поста начальника лесопромышленной компании. Таким образом, стало возможным поступление Теуво в начальную школу Оулу. В 1874 году Паккала переходит в новый частный лицей, где встречает девушку Агнес Терво, которая спустя несколько лет станет его женой. Кроме того, судьбоносным оказалось знакомство Паккалы с учителем Конрадом Фредриком Кивекасом, известным в качестве влиятельного журналиста, который и привил ему любовь к литературе.
В 1882 году Теуво Паккала становится студентом Александровского университета (ныне Хельсинкский университет). Пробует свои силы в изучении медицины, истории, языкознания, но вскоре интерес к этим наукам потухает. Затем Паккала год проводит в Оулу, где работает журналистом.
Журналистская деятельность позволила Паккале оттачивать писательское мастерство. Так он отправляет свои рассказы в издательство газеты «Kaiku», в котором работает его старый товарищ Кивекяс. Произведения Теуво Паккалы того периода сатирические и направлены на обличение правящего класса. В 1889 году Пакаала престает сотрудничать с Кирвекас и переезжает в Ювяскюля. Здесь он достигает поста главного редактора газеты «Keski-Suomi» и уже официально меняет свою первоначальную фамилию Фростерус на Паккала. Однако в 1891 году писатель вновь возвращается в Оулу и открывает издательство газеты «Louhi», которая становится серьёзным конкурентом «Kaiku».
13 декабря 1889 года состоялась свадьба Теуво Паккалы с Агнес Тервон. В браке родилось двое детей: Самули и Эркки.
В 1894 году семья переезжает в Хельсинки, однако «Louhi» продолжает издаваться вплоть до 1906 года. В это время Паккала работает в книжном издательстве «Otava» переводчиком и редактором. Работа с норвежской литературой не приносила ожидаемого дохода, поэтому он вынужден был дополнительно преподавать финский и заниматься переводом официальных документов. В 1895 году Паккала получает государственную литературную премию и отправляет в Париж в поисках новых впечатлений. Однако вскоре разочаровывается и возвращается в Финляндию.
Паккала вновь награждён премиями в 1901 и 1903 годах, но это не помогает писателю справится с финансовыми проблемами. Чтобы рассчитаться с долгами самья переезжает в Кокколу, где в течение трех лет Паккала работает торговым представителем в ущерб писательской деятельности. Затем преподает в общественной школе финский и французский языки. Работа с детьми вдохновляет Паккалу на создание букваря (1908).
В 1920 году писатель с женой переезжает к сыну Самули в Лиминка. В 1921 Паккалу посетила новая идея — создание кинокомпании. Первый фильм «Sotapolulla» («На тропе войны») увидел свет уже через год, однако не вызвал интереса у общества и был показан лишь несколько раз.
В 1923 году Паккала переезжает в Куопио, где умирает 7 мая 1925 года. Похоронен писатель в родном городе Оулу.

## Творчество
Теуво Паккала работал небольшими темпами и создал сравнительно не много произведений. Известен в первую очередь как бытописатель городской окраины, жизни её «маленьких людей». Его прозу отличают живость диалогов, искусное использование народных речений. Писатель обогатил язык финской прозы, используя живую народную речь Наиболее известная комедия Паккалы, вошедшая в репертуар многих финских театров, «На сплавной реке» (1899) близка к фольклору, поэтике народных сказок. Автор комедий «Бык советника коммерции» (1901), «Моряки» (1913) и др.
Творчество Паккалы отличает проницательный взгляд на проблемы детей, их тонкую душевную организацию. Писатель словно смотрит на мир глазами ребенка в таких произведениях, как «Воспоминания детства» (1885), «Дети» (1895), «Маленькие люди» (1913).
Паккала был одним из первых писателей в финской литературе, кто с такой настойчивостью отыскивал моральные ценности в людях, предельно униженных и угнетённых. И здесь он обращается к опыту русской классической литературы с её вниманием к «маленькому человеку». Критики, писавшие о Паккале, обычно упоминали о западных влияниях на него, в частности ссылались на Ли, Гамсуна, других норвежцев. Но сам Паккала говорил о западных влияниях весьма сдержанно, зато указывал на влияния русские: «… Я с жадностью читал русскую литературу — все, что только имелось в шведских и финских переводах. И по-прежнему восхищаюсь ею. Именно с той стороны (Достоевский, Гоголь) испытал я влияния, заметные и стороннему глазу».